# Mario Guadagnolo
Mario Guadagnolo (Gizzeria, 27 giugno 1944) è un politico italiano.

## Biografia
Nato da una famiglia di contadini a Gizzeria (Catanzaro), si trasferì a Taranto nel 1959 dove ha conseguito gli studi secondari presso il Liceo Classico Archita di Taranto. Nel 1969 si laurea in lettere moderne presso l'Università degli Studi di Bari. È stato Ordinario di Italiano e Storia presso l'Istituto tecnico per ragionieri e geometri “Fermi” di Taranto, a riposo dal 1 settembre 2001. 
Negli anni 1975-1980 è stato Segretario Provinciale della Federazione del Partito Socialista Italiano di Taranto e membro del Comitato Centrale del PSI, eletto al Consiglio Comunale di Taranto negli anni 1980/1985 ha ricoperto l'incarico di Assessore alla Sanità, Ambiente ed Ecologica al Comune di Taranto. Negli stessi anni ha ricoperto l'incarico di Presidente del Fondo per l'Impatto Ambientale e di Coordinatore delle Unità Sanitarie Locali n. 4 e n. 5 del Comune di Taranto.
Nel quinquennio 1985/1990 ha ricoperto la carica di Sindaco di Taranto. Nel quinquennio 2001-2006 ha ricoperto l'incarico di Difensore Civico del Comune di Taranto. In quest'ambito si è occupato di problematiche giuridiche e sociali inerenti ai diritti dei cittadini.
Negli stessi anni è stato eletto Vice Presidente Nazionale dell'A.N.D.C.I. (Associazione Nazionale Difensori Civici Italiani).
Dal 2005 a tutt'oggi scrive di politica, società, storia e letteratura e collabora come opinionista con diversi quotidiani e riviste Corriere del Giorno, Wemag, Gazzetta del Mezzogiorno. Si occupa di ricerca storica sulla città di Taranto e di letteratura.

## Opere
- S'è fatto professore, Scorpione Editrice 1985
- Volare alto. 243 domande al sindaco di Taranto Mario Guadagnolo, a cura di Antonio Biella e Mino Ianne, Politica & Società Editrice 1985
- C'è una volta Taranto, Scorpione Editrice 1998
- Cella 12. Cronaca di due giorni di ordinaria ingiustizia, Koinè Nuove Edizioni 1999
- Taranto e il '900, Scorpione Editrice 2000
- Guglielmo Motolese, un vescovo del sud testimone del nostro tempo, Scorpione Editrice, 2004
- Cronaca della morte di un fiocco di neve, Koinè Nuove Edizioni 2004
- Taras-Tarentum-Taranto. L'evoluzione urbanistica della città di Taranto dall'età greca ai nostri giorni, Scorpione Editrice 2005
- Il '900 di Giovanni Acquaviva, Scorpione Editrice 2006
- Vota Antonio. Cronaca semiseria su fatti, personaggi e protagonisti delle elezioni comunali 2007, Scorpione Editrice 2007
- Sindaci. I sindaci di Taranto dal 1200 ai nostri giorni, Scorpione Editrice 2010
- Toponomastica tarantina. Il chi è delle vie di Taranto, Scorpione Editrice 2013
- Nerone e il professore. Dialoghi improbabili, Scorpione Editrice 2015
- Una città una scuola un preside, Scorpione Editrice, 2018
- Taranto: tutta la verità sul dissesto. Cronaca, testimonianze, documenti, Scorpione Editrice, 2018